# Dubricio di Llandaff
Dubricio di Llandaff, o Dybrig o Dyfrig o Dubric o Dubricius o Devereux (465 – 545), è stato un vescovo gallese.
Evangelizzò l'Ergyng (poi Archenfield) e soprattutto il Galles sud-orientale. Fu il primo vescovo della diocesi di Llandaff e uno dei fondatori del monachesimo nel Galles. Fu lui a consacrare vescovo San Sansone di Dol. San Teilo gli successe sulla sede episcopale di Llandaff.
La sua memoria liturgica cade il 14 novembre.

## Biografia

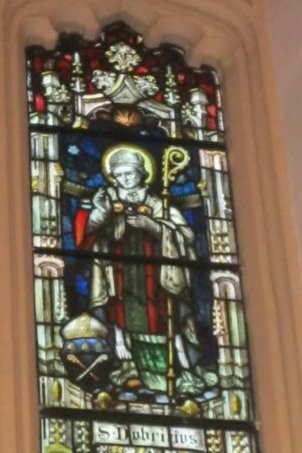
Dubricio nella Holy Trinity Church, Abergavenny

Dubricio era figlio illegittimo di Efrddyl, figlia di re Peibio Clafrog dell'Ergyng. Suo nonno gettò la madre nel fiume Wye quando scoprì che era incinta, ma non riuscì ad affogarla. Dubricio nacque a Madley nell'Herefordshire, Inghilterra. Lui e a madre si riconciliarono con Peibio dopo che questi fu guarito dalla lebbra grazie al tocco del nipote
Dubricio fondò monasteri a Hentland ed a Moccas. Fu maestro di diversi santi gallesi, come Teilo e Samson. Curò molti con la sola imposizione delle sue mani. In seguito fu vescovo dell'Ergyng, forse più allo scopo di ordinare sacerdoti che con funzione di capo amministrativo della chiesa su un'area geografica. Dubricio fu molto amico di san Illtud e Samson e presiedette il Sinodo di Llanddewi Brefi nel 545, durante il quale avrebbe rassegnato le dimissioni in favore di san David. Si ritirò sull'isola di Bardsey, dove sarebbe poi stato sepolto, prima che il suo corpo venisse trasferito nella cattedrale di Llandaff nel 1120.
Secondo la leggenda Dubricio fu nominato arcivescovo di Llandaff da san Germano di Auxerre e in seguito avrebbe incoronato re Artù. Appare anche nella Historia Regum Britanniae di Goffredo di Monmouth e nel Roman de Brut di Robert Wace. In seguito lord Alfred Tennyson incluse il santo negli Idilli del re.